# Koilodepas hainanense
Koilodepas hainanense är en törelväxtart som först beskrevs av Elmer Drew Merrill, och fick sitt nu gällande namn av Léon Camille Marius Croizat. Koilodepas hainanense ingår i släktet Koilodepas och familjen törelväxter. Inga underarter finns listade i Catalogue of Life.